# Afraciura quinaria
Afraciura quinaria är en tvåvingeart som först beskrevs av Mario Bezzi 1924.  Afraciura quinaria ingår i släktet Afraciura och familjen borrflugor. Inga underarter finns listade i Catalogue of Life.